# Candida rhizophoriensis
Candida rhizophoriensis é uma espécie de levedura encontrada pela primeira vez nos Everglades da Flórida.